# تلمسان
تِلِمْسان (باللهجة المحلية: تْلْمْسان ، بالأمازيغية: ⵜⵉⵍⵉⵎⵙⴰⵏ) مدينة تقع في شمال غرب الجزائر، عاصمة ولاية تلمسان وثاني أهم مدينة في الجهة الغربية بعد وهران. تبعد عن العاصمة بـ 520 كلم وعن وهران بـ 140 كلم عبر الطريق الوطني 22 وب 110 كلم عبر الطريق السيار شرق غرب وعن الحدود المغربية بـ 40 كلم وعن ساحل البحر المتوسط بـ 40 كلم. يحدّها شمالا شتوان والحناية وشرقا عين فزة ووادي الصفصيف وجنوبا تيرني وجبل بني ورنيد وغربا المنصورة.

كان المغرب الأوسط موطن أكثر الزناتيين الأمازيغ  وأسلافهم الجيتول  الذي كان لهم تأثير كبير على تاريخ شمال افريقيا. وعرفت تلمسان بأنها «قاعدة المغرب الأوسط وأمّ بلاد زناتة». عرفت باسم بوماريا في العهد الروماني والتي تأسست سنة 201. ثم عرفت لاحقا باسم «أقادير» و«مدينة الجدار» في بداية العهد الإسلامي حيث كانت عاصمة للدولة اليفرنية، ثم سميت «تلمسان» في بداية القرن التاسع الميلادي. أنشأ المرابطون سنة 1080 بجانب المدينة القديمة ضاحية «تاقرارت». وأصبحت المدينة عاصمة للمغرب الأوسط في زمن الدولة الزيانية لأكثر من ثلاثة قرون.
فخورة بماضيها المجيد والمزدهر، ذات المعالم الأندلسية متأصلة في المغرب الإسلامي الكبير، وصاحبة المواقع الطبيعية الخلابة هي «مدينة الفن والتاريخ» كما كان يسميها جورج مارصي. التي تلقب بـ لؤلؤة المغرب الكبير، وجوهرة الغرب الجزائري. وبكثرة ما فيها من المباني الفنية الرائعة الخالدة، وبماضيها الفكري والثقافي والسياسي المجيد.
تقع المدينة داخل مزارع الكروم والزيتون، كما تشتهر بصناعة الجلود، والزرابي وصناعة المنسوجات. وجعلت منها كل هاته التأثيرات تتربع على قمة المناطق السياحية في الجزائر.

## التسمية

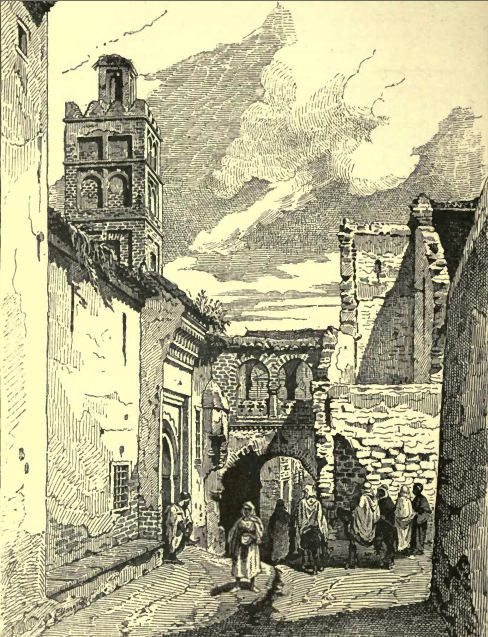
تلمسان في القرن الثامن عشر.

هناك عدة آراء حول تسميّة تلمسان، من هذه الآراء:
- حسب يحيى بو عزيز: يتألف اسم تلمسان من كلمتين أمازيغيتين هما «تلم»[ا] ومعناها تجمع و«سان» ومعناها «اثنان» لكونها جمعت بين مدينتيا تقرارات التي أسسها يوسف بن تاشفين وأكادير التي أسسها أبو قرة اليفريني على أنقاض بوماريا[12] في حين توجد رواية فرعية حيت تجمع البحر واليابسة أو التل والصحراء[13]
- أما جورج مارصي فيعتقد بأن اسم تلمسان (من الأمازيغية تالا يمسان، ومعنى كلمة تالا عنده المنبع ويمسان وبمعني الجاف لتصبح كلمة تلمسان «المنبع الجاف»
- وقول يقول بأنها تحريف صيغة الجمع من تلمسين بكسر وسكون فكسر ومفرده تلماس ومعناه جيب ماء أو منبع فيكون اسم تلمسان بمعنى مدينة الينابيع [14]

ولم تحمل دائما تلمسان هذا الاسم بل كانت تسمى بوماريا وأغادير ثم تقرارات كما كنت بعدة كنى منها الجدار ولؤلؤة المغرب الكبير.

## التاريخ
- الأمازيغ: وبَنَوا فيها أصل المدينة القديمة وهي «أغادير»، أي القلعة. وأطلقوا على البلدة كلها اسم «تلمسان» أي الينابيع.
- الرومان: وقد حكموا المدينة من بداية الربع الأخير من القرن الخامس الميلادي إلى عام 671م عند قدوم العرب المسلمين بقيادة عُقبة بن نافع.

منذ عام 671م وحتى نهاية الحكم الأموي وبداية الحكم العباسي ظلت تابعة للأمويين والعباسيين.
- بنو زناتة: وقد حكموها منذ بدايات القرن الثامن الميلادي حتى نهاياته تقريباً.. حينما انشقّوا عن العباسيين مع حركة انشقاق الخوارج في المشرق... وذلك بقيادة زعيمهم «أبو قرّة» من «بني يفرن» وهي فخذ من قبائل زناتة.
- الأدارسة: قدموا من فاس بالمغرب الأقصى، وفتحوا تلمسان بالمصالحة مع زعيم قبائل زناتة، وظلوا يحكمون تلمسان طيلة القرن التاسع الميلادي واليوم يتواجد الادارسة على شكل قبائل متواجدة في منطقة تلمسان
- المرابطون: وهم قبائل من كدالة جنوب موريتانيا أسّسوا عاصمتهم مراكش حاصروا المدينة عام 1079م بزعامة «يوسف بن تاشفين» وفتحوها وبَنَوا فيها ضاحية «تاغرارت»، ومن أبرز معالمهم مسجد تلمسان الكبير.
- الموحِّدون: عبد المؤمن بن علي الكومي فتح تلمسان فحاصرها عام 1143م، وانهزم المرابطون، وفُتحت المدينة لهم، ودام حكمهم لها 40 سنة.
- بنو عبد الواد: استخدمهم الموحِّدون للحفاظ على تلمسان، إلاّ أن شوكتهم قد قويت فيها، وعلا شأنهم حينما استطاعوا أن يصدّوا قبائل (بني غانية الطامعة في تلمسان)، فما كان من الخليفة الموحِّدي بالمغرب الأقصى إلاّ أن كافأ زعيمهم بتعيينه حاكماً له. واستمر حكم بني عبد الواد لتلمسان ثلاثة قرون، ابتداء من القرن الثالث عشر الميلادي إلى نهايات القرن الخامس عشر.
- المرينيون: القادمون من المغرب الأقصى وقد حاصروا تلمسان سبع سنوات ابتداء من عام 1299هـ بقيادة زعيمهم السلطان المريني «أبو يعقوب» ولم يرفع الحصار عن المدينة إلاّ بموته، إلا أن المرينيين قد بَنَوا خارج أسوار المدينة القديمة مدينةً جديدة أطلقوا عليها اسم «المنصورة». وقد عاد المرينيون مرة ثانية لحصار تلمسان بقيادة أبي الحسن المريني ففتحوها ودام حكمهم لها إحدى عشرة سنة.
- فترة الدولة العثمانية: وقد خضعت تلمسان للعثمانيين منذ عام 1555م بعد أن كان قد فتحها القائد العثماني «بابا عروج» الذي استنصر به «أبو زيان» من بني عبد الواد على عمه «أبو حمد الثالث» الذي انتزع منه الحكم.
- الاحتلال الفرنسي لم يَدُم حكم الأمير عبد القادر طويلاً لتلمسان، إذ إن الفرنسيين سرعان ما عادوا فاحتلّوا المدينة من جديد وبَنَوا بها مركزاً عسكرياً في حي «المشور»، واستمرت سيطرتهم عليها إلى عام 1962م حين استقلت الجزائر.

## المعالم والسياحة
لمدينة تلمسان الكثير من المعالم والمراكز السياحية لعل أهمها قصر المشور ومنصورة إضافة موقع لالا ستي ومسجد لالاستي وفيه ضريح السيدة: "فاطمة بنت عيسى بن عبد القادر الجيلاني".

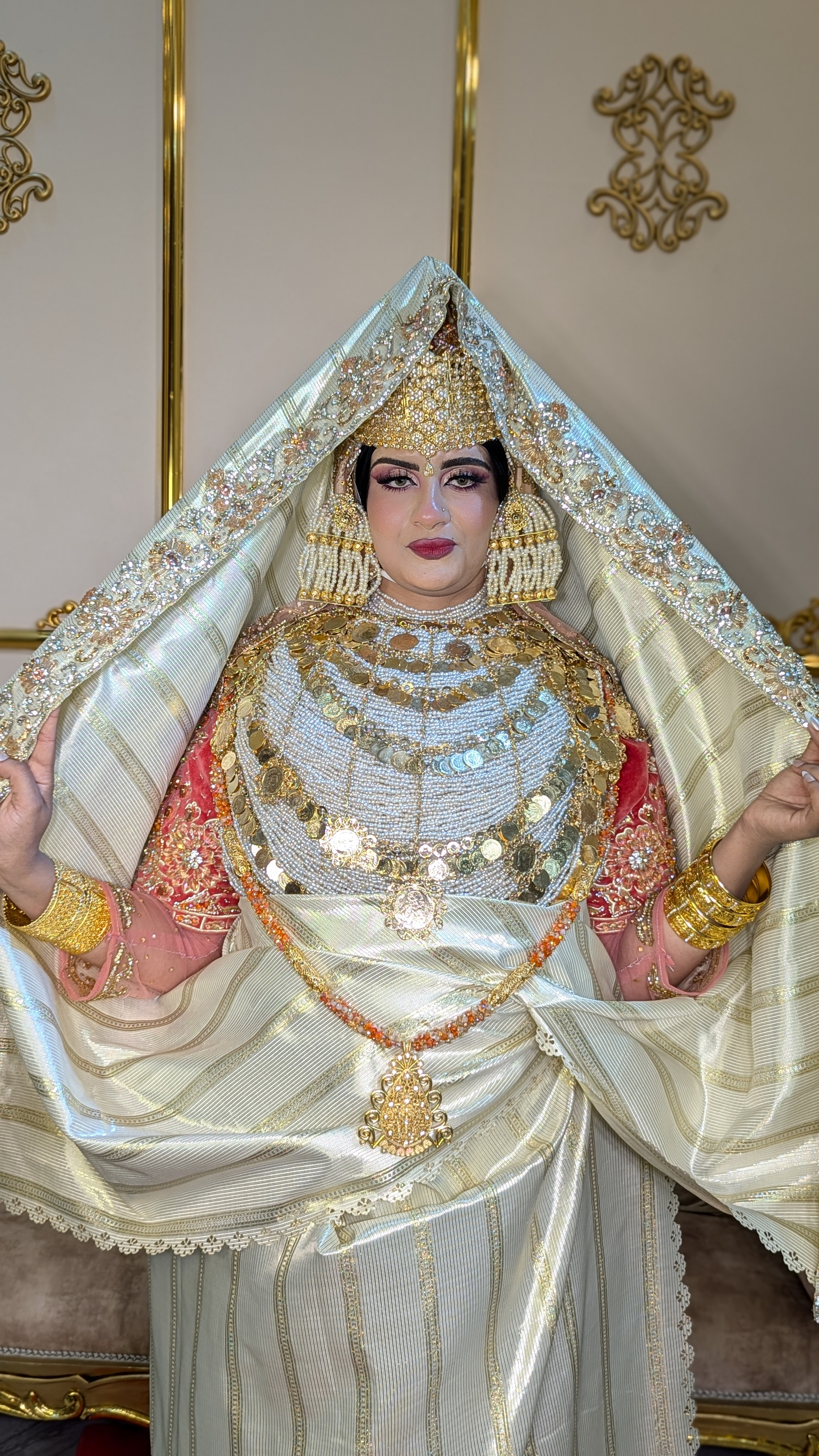
الشدة التلمسانية

## مدن توأمة
مدينة تلمسان توأمة مع عدة مدن ومنها:
| - سراييفو، البوسنة والهرسك منذ 1964. - القيروان، تونس منذ 1969. - بورصة، تركيا منذ 2012. - غرناطة، إسبانيا منذ 1989. - مونبلييه، فرنسا منذ 2009. - نانتير، فرنسا. - فاس، المملكة المغربية منذ 1989.                             | \| \| |
| La commune de Sarajevo · La commune de Kairouan · La commune de Grenade (Espagne) · La commune de Fès · La commune de Montpellier · La commune de Kazan · La commune de Florence · La commune de Nanterre · La commune de Bursa |       |

## أعلام تلمسان
- أحمد المقري التلمساني (1578-1632) شهاب الدين أبو العباس أحمد بن محمد بن أحمد بن يحي الخرشي، مؤرخ عربي.
- أبو عبد الله الشريف التلمساني (1310-1370) أبو عبد الله محمد بن أحمد بن علي الشريف الإدريسي التلمساني من أشهر علماء بلاد المغرب
- دافيد شربيط (1860-1925) رجل أعمال
- العربي بن صاري (1867-1964) أب الحوزي التلمساني
- أوجيني بوفيه (1866-1934) مغني فرنسي الكبير ذو الإقاعات الموسيقى متنوعة
- هنري ديكسون (1872-1938) مغني فرنسي
- عبد العزيز زناقوي (1877-1932) أديب، كاتب، شاعر وأستاذ اللغة العربية بالسربون
- محمد الهاشمي (1881-1961)، عالم دين سني متصوف.
- مصالي الحاج (1898-1974) الأب الروحي للثورة الجزائرية ومن الأوائل الذين نادوا بابصراحة باستقلال الجزائر التام عن فرنسا ومؤسس حزب الشعب الجزائري
- عبد الحليم همش (1906-1979) رسام
- عبد الحميد بن أشنهو (1907-1976) مؤرخ
- بول بن يشو (1908-2001) مؤرخ وأديب وأديب فرنسي
- عبد الكريم دالي (1914-1978) موسيقي ومغني الحوزي
- محمد ديب (1920-2003) كاتب جزائري باللغة الفرنسية.
- بن عودة بن زرجب (1921-1956) طبيب، أحد شهداء الثورة الجزائرية
- يلس بشير (1921 --) رسام
- تشارلز تواتي (1925-2003) الحاخام الأكبر، والفيلسوف الفرنسي
- مسلي شكري (1931 --) رسام
- جان بيار ليدو (1947 --) الجزائري المدير
- وسيني لعرج (1954) الكاتب الجزائري
- نوري الكوفي (1954) مغني الحوزي وله عدة مؤلفات في هذا الفن.
- باتريك بريال (1959 --) الممثل والمغني الفرنسي المعروف.
- العقيد لطفي قيادي بارز في ثورة التحرير الجزائرية.
- الشريف بركان محمد عطاء الله المغناوي.
- باغلي أبو بكر مال ألقاب عالمية في الشطرنج.
- أبو بكر بلقايد شخصية سياسية وإدارية.
- محمد بن يوسف السنوسي شخصية دينية
- عبد الحق التشيالي حكم مساعد دولي لكرة القدم.
- الآبلي عالم الرياضيات.
- بركات محمد الكبير مغني الحوزي و الموسيقى الاندلسية الملقب بكنز تلمسان

- بطة الرياضة الجامعية بجامعة أبي بكر بلقايد تلمسان

## الملاحظات
1. ↑  تلم كلمة عربية فصيحة من لَمَّ يَلُم، كما أنها موجودة في عدة لغات [11]

## وصلات خارجية
- المجاعات والأوبئة بتلمسان في العهد الزياني 1299 - 1442م
- صفحة مدينة تلمسان على موقع فهرس.نت